# دیوید پاتنام
دیوید پاتنام (انگلیسی: David Puttnam؛ زادهٔ ۲۵ فوریهٔ ۱۹۴۱) تهیه‌کننده فیلم و سیاستمدار اهل بریتانیا است.
از فیلم‌ها یا مجموعه‌های تلویزیونی که وی در آن‌ها نقش داشته‌است، می‌توان به سلطان سرخ، آهنگ، نی‌نواز هاملین، مالر، لیستومانیا، باگزی مالون، دوئل‌بازها، قطار سریع‌السیر نیمه‌شب، روباه‌ها، ارابه‌های آتش، قهرمان محلی، میدان‌های کشتار، کال، مأموریت، انسان بودن و نبرد تکمه‌ها اشاره نمود.
وی همچنین برندهٔ جوایزی همچون شوالیه و جایزه اسکار بهترین فیلم شده‌است.